# Дубровский, Виктор Григорьевич
Ви́ктор Григо́рьевич Дубро́вский (укр. Дубро́вський Ві́ктор Григо́рович, 7 июня 1876, Фастов — после 1943) — украинский лексиколог, лексикограф и филолог. Псевдонимы и криптонимы — «Д-ий», «Баламут Юрко», «Рудик Хома», «Юрий», «Roman».

## Биография
Родился в городе Фастове Киевской губернии Российской империи.
Окончил Киевский Императорский Университет Святого Владимира (ныне Киевский национальный университет имени Тараса Шевченко).
Работал с 1918 года в Министерстве путей Украинской Народной Республики.
В 1920-х гг. — был редактором Института украинского научного языка, научный сотрудник ВУАН.
Был женат на Дубровской Нине Георгиевне (писательница, искусствовед).
15 сентября 1929 г. был арестован по делу «Союза освобождения Украины», репрессирован, осуждён особым совещанием НКВД СССР на 3-и года заключения, которые отбывал в Ярославском политическом изоляторе Российской Федерации (1932—1936 гг.).
Выслан в г. Алма-Ату, где во второй раз 1 декабря 1937 г. был арестован, осуждён до 10-и лет лишения свободы и выслан в северные районы СССР.
22 февраля 1943 г. после сокращения срока заключения освобождён из «Свободлага» Амурской области Российской Федерации.
Реабилитирован в 1989 году.